# Bulbophyllum baculiferum
Bulbophyllum baculiferum là một loài phong lan thuộc chi Bulbophyllum.